# Arquitectura incaica

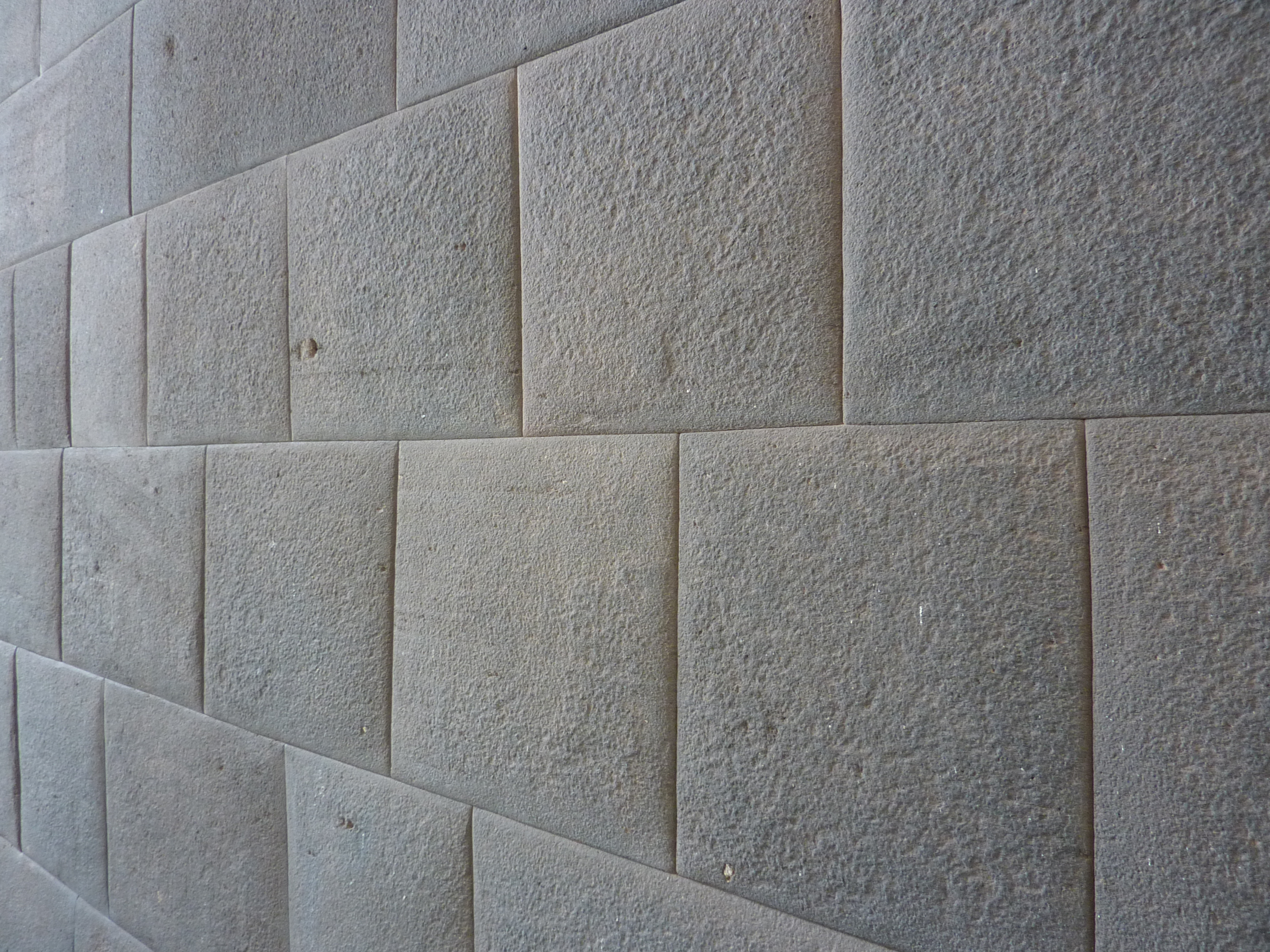
Muro del templo de Coricancha en Cuzco, la capital incaica.

Se denomina arquitectura inca al estilo arquitectónico que estuvo vigente durante el imperio incaico, especialmente a partir del gobierno de Pachacutec Inca Yupanqui hasta la conquista española (1438-1533).
La arquitectura desarrollada en el incanato se caracteriza por la exactitud de sus formas, su solidez, su simetría y por buscar que sus construcciones armonicen el paisaje. A diferencia de sociedades costeñas como la chimú, los incas utilizaron una decoración bastante creativa. El principal material utilizado fue la piedra, en las construcciones más simples era colocada sin tallar, no así en las más complejas e importantes. Los constructores incas desarrollaron técnicas para levantar muros enormes, verdaderos mosaicos formados por bloques de piedra tallada que encajaban perfectamente, sin que entre ellos pudiera pasar ni un alfiler. Muchas veces esos bloques eran tan grandes que resulta difícil imaginar su colocación, las mejores muestras de esta habilidad se encuentran en la zona del Cuzco. 
La arquitectura inca es conocida por su increíble realización y perfección de los trazados para la época en la que se trataba.

## Características de sus construcciones

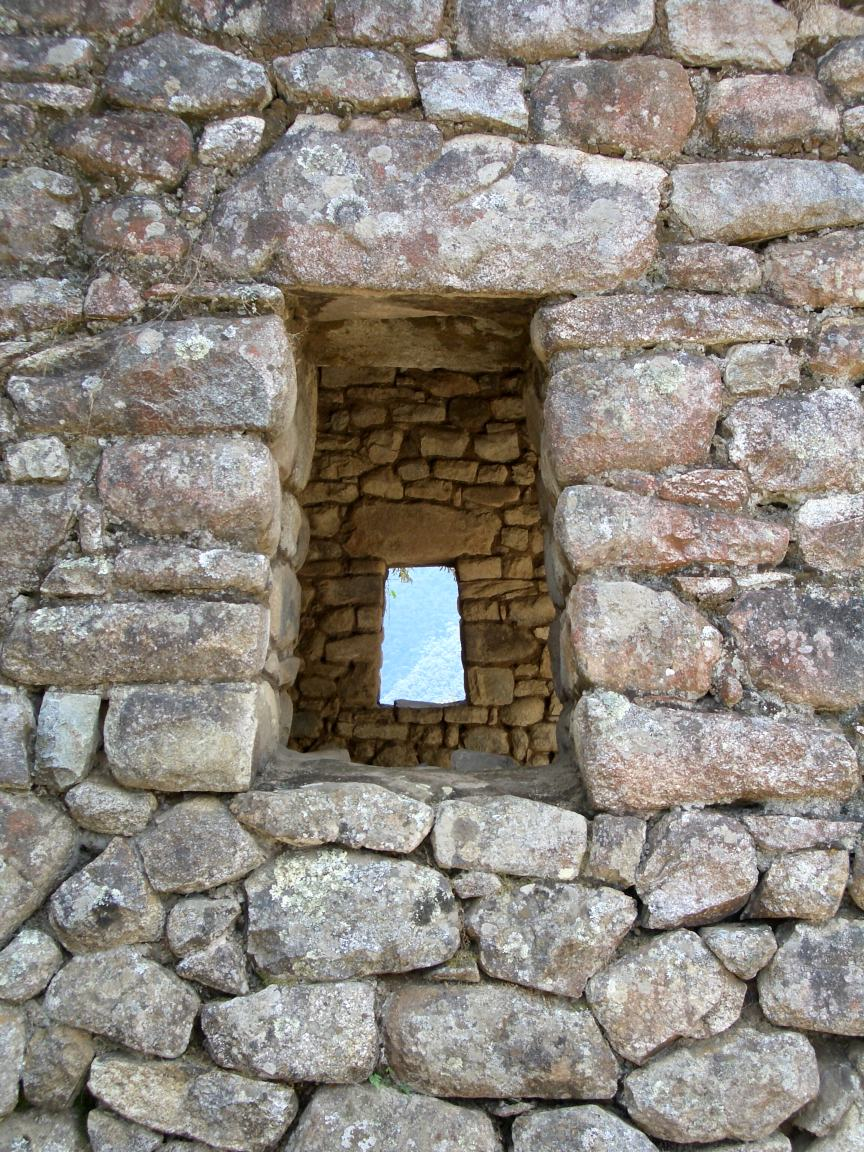
Detalle arquitectónico de una ventana en Machu Picchu. Corresponde al estilo arquitectónico: Cuzqueño, al tipo arquitectónico: Pirqa o Rústico y a la Fase incaica: Imperial o de la Expansión.

### Precisión
Las construcciones incas poseen una gran precisión. El tallado, escultura, altos o bajos relieves están enmarcados en cada construcción. Esto se refleja también en la disposición de los ambientes dentro de los templos, ambos o incluso dentro de la misma habitación del Inca gobernante.
Las crónicas hispánicas hablan de un decorado especial en el Coricancha en donde destacaban los relieves y esculturas en oro.

### Solidez
Emplearon la piedra en grandes bloques sin ninguna necesidad de utilizar argamasa. Las piedras eran usadas de tal manera que encajaba una con otra. Un ejemplo de esta arquitectura se encuentra en el templo de Sacsayhuamán.

### Monumentalidad
Por sus grandes proporciones. Las piedras, que eran muy grandes, ayudaban a que las construcciones fueran también grandes, por lo que se puede encontrar varios sitios en la ciudad del Cuzco con monumentos de piedra bastante grandes. Tenía una adaptación a la topografía y los accidentes geográficos de la zona.

### Materiales
Muchos de los materiales empleados en la construcción de la arquitectura inca no pertenecían exclusivamente al Cuzco.  Por las fuentes etnohistóricas, se creía que muchas de las estructuras incas contenían materiales totalmente foráneos, entre ellos la piedra o el adobe (ladrillo de barro cocido).

## Formas arquitectónicas incas

### Kancha

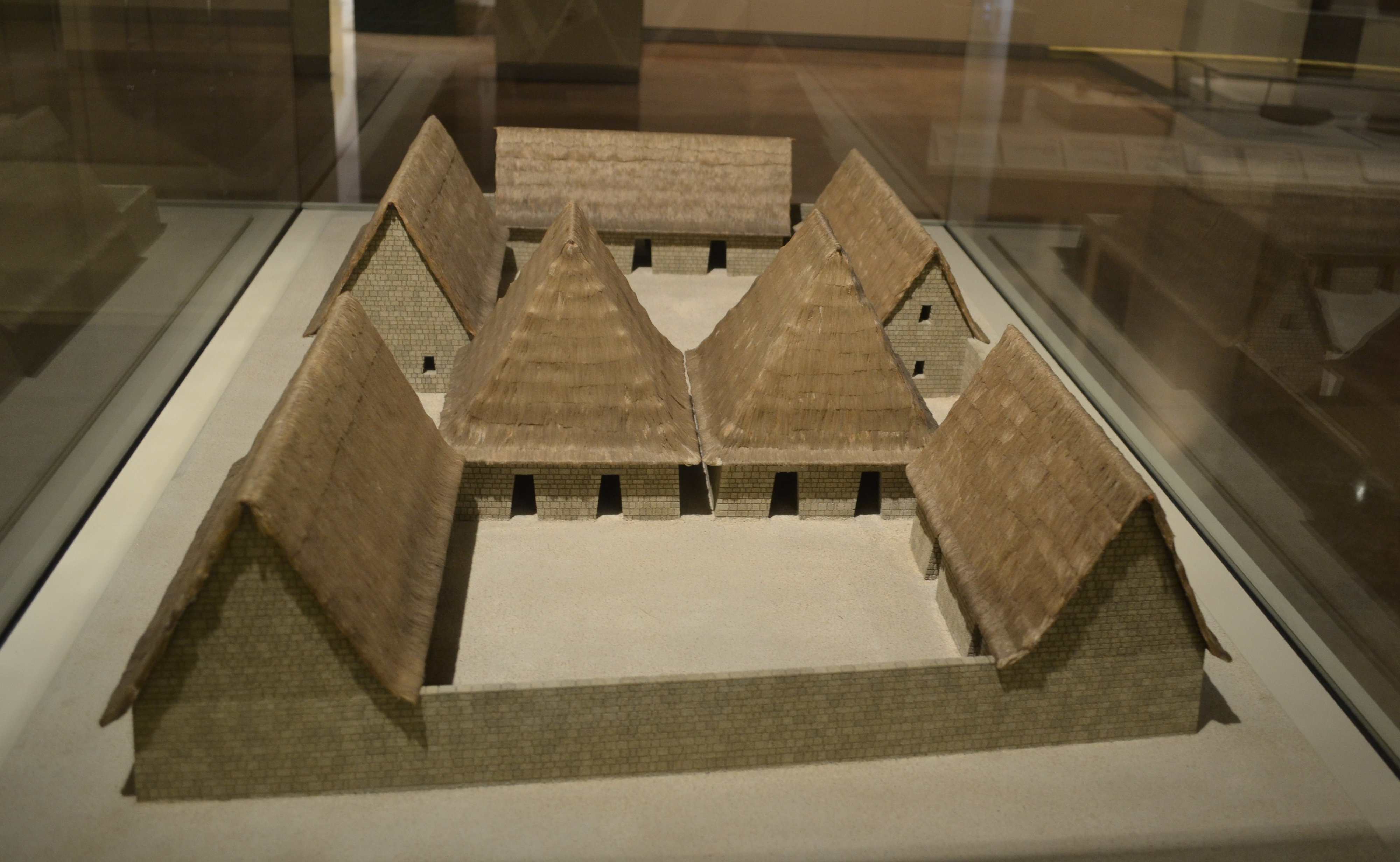
Maqueta de kanchas.

Fue la unidad de composición arquitectónica más común, consistía en un cerco rectangular que albergaba tres o más estructuras rectangulares dispuestas simétricamente alrededor de un patio central. Los kanchas alojaban por lo general diferentes funciones ya que conformaban la unidad básica tanto de viviendas como también de templos y palacios; adicionalmente, varias kanchas podían ser agrupadas para formar las manzanas de los asentamientos incas. Un testimonio de la importancia de estas unidades de composición en la arquitectura inca es la ciudad del Cuzco, cuya parte central consistía de grandes kanchas, incluyendo el templo del sol (Coricancha) y los palacios del Inca. Los más preservados ejemplos de kancha se encuentran en Ollantaytambo, un asentamiento inca ubicado al margen del río Urubamba.
La voz quechua Kancha se refiere a una extensión de terreno que sirve generalmente para guardar los rebaños y en la época incáica era lugar de reunión para hacer conocer al pueblo las disposiciones de las autoridades o las órdenes del Inca.

### Kallanka
Eran grandes recintos rectangulares, hasta de 70 m (metros) de largo, asociados a centros estatales de importancia. Estas estructuras, mencionadas como galpones en las crónicas, presentaban por lo general varias puertas, nichos y ventanas y se cubrían con techos a dos aguas. El hecho de que aparezcan en las proximidades de grandes plazas, sugiere que estuvieron vinculadas a actividades ceremoniales, así como al hospedaje de numerosas personas; principalmente administradores o funcionarios en campaña.

### Ushnu

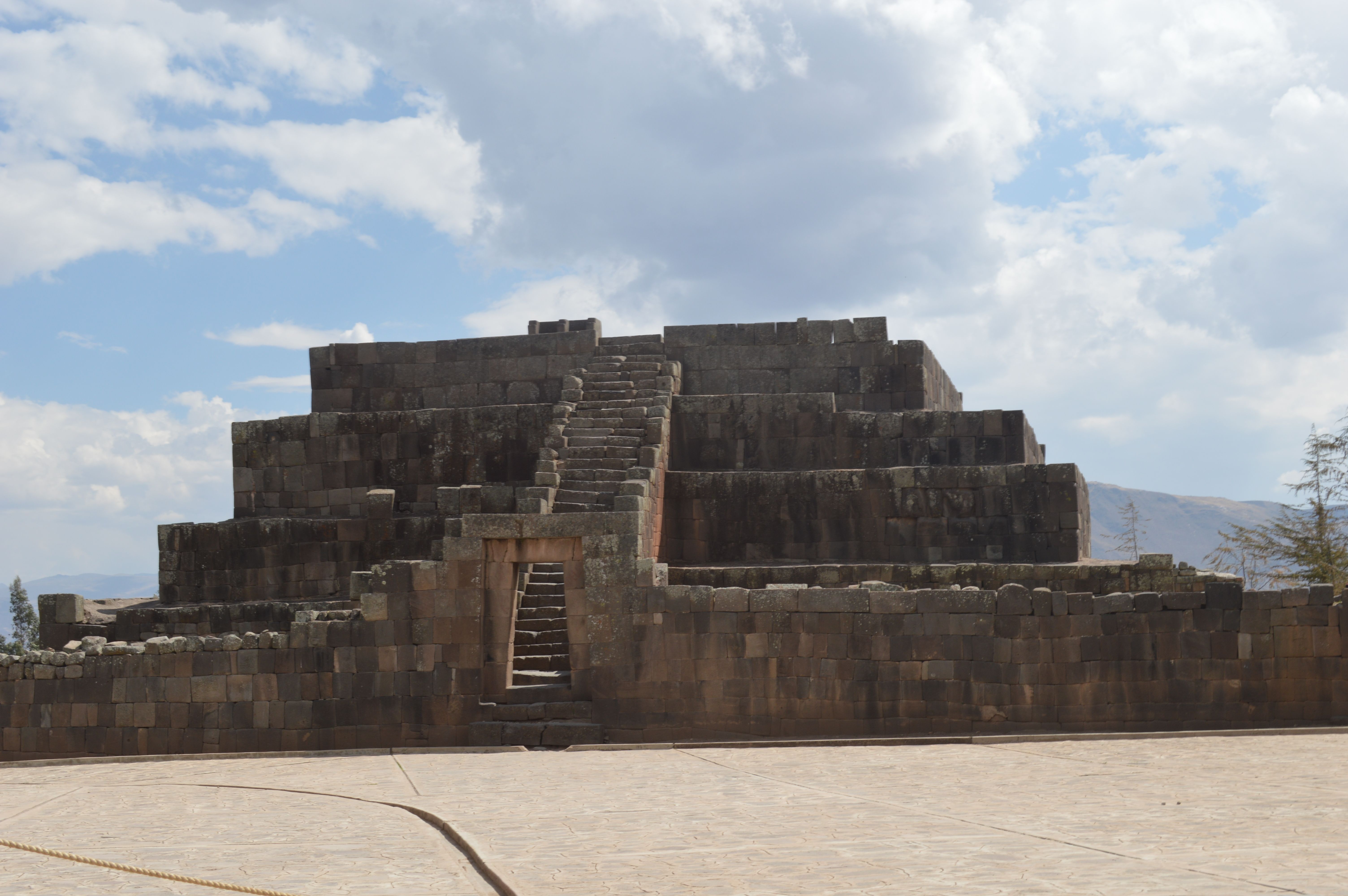
Ushnu en Vilcashuamán.

Estructura piramidal trunca y escalonada, configurada a partir de la superposición de varias plataformas rectangulares. Se encuentra presente en los centros administrativos estatales. El acceso a la cima del ushnu era realizado a través de una escalinata central. Su función era servir como estrado. Desde su cúspide, el Inca, o su representante, dirigía ceremonias religiosas y reuniones de carácter familiar

### Tambo
Posadas construidas a lo largo de los caminos principales del Tahuantinsuyo, llamados mesones o ventas por los cronistas. Eran edificaciones sencillas de uno o varios ambientes, las cuales eran ocupadas por los viajeros como lugares de reposo. Contenían espacios para el almacenamiento de los suministros necesarios para el sostenimiento de los caminantes.

### Acllahuasi

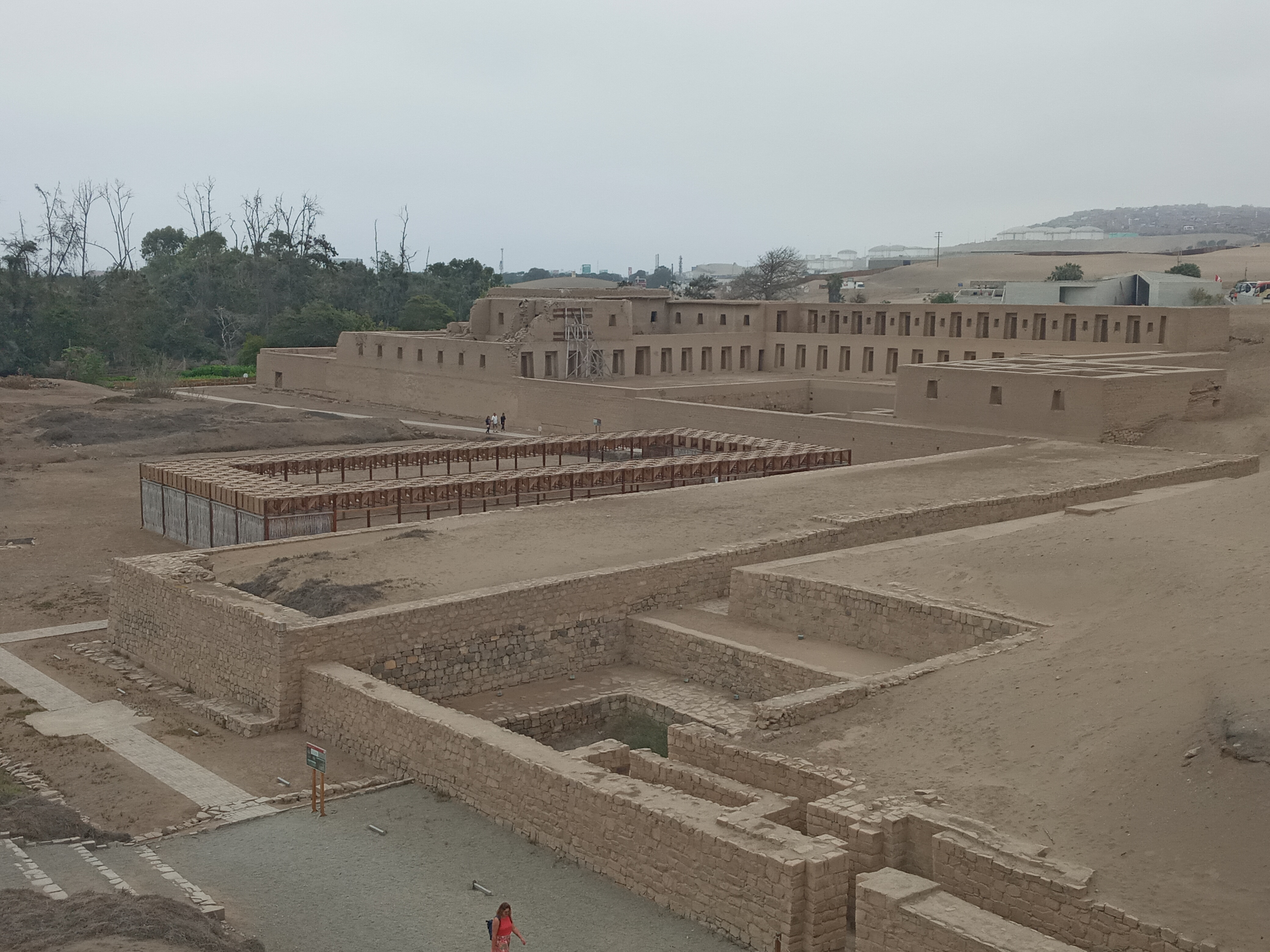
Vista del Acllahuasi en Pachacámac.

Identificado por Inca Garcilaso de la Vega como la «Casa de las Escogidas», corresponde a los edificios residenciales de las acllas, que eran los grupos de mujeres especializadas en actividades piuytredoductivas, particularmente en la textilería y preparación de chicha, y que estaban obligadas a prestar servicios laborales al Estado. Estos edificios, comparados erróneamente por los cronistas con los conventos cristianos, se encontraban distribuidos en todos los centros provinciales del Tahuantinsuyo.

## Estilos de aparejos incaicos

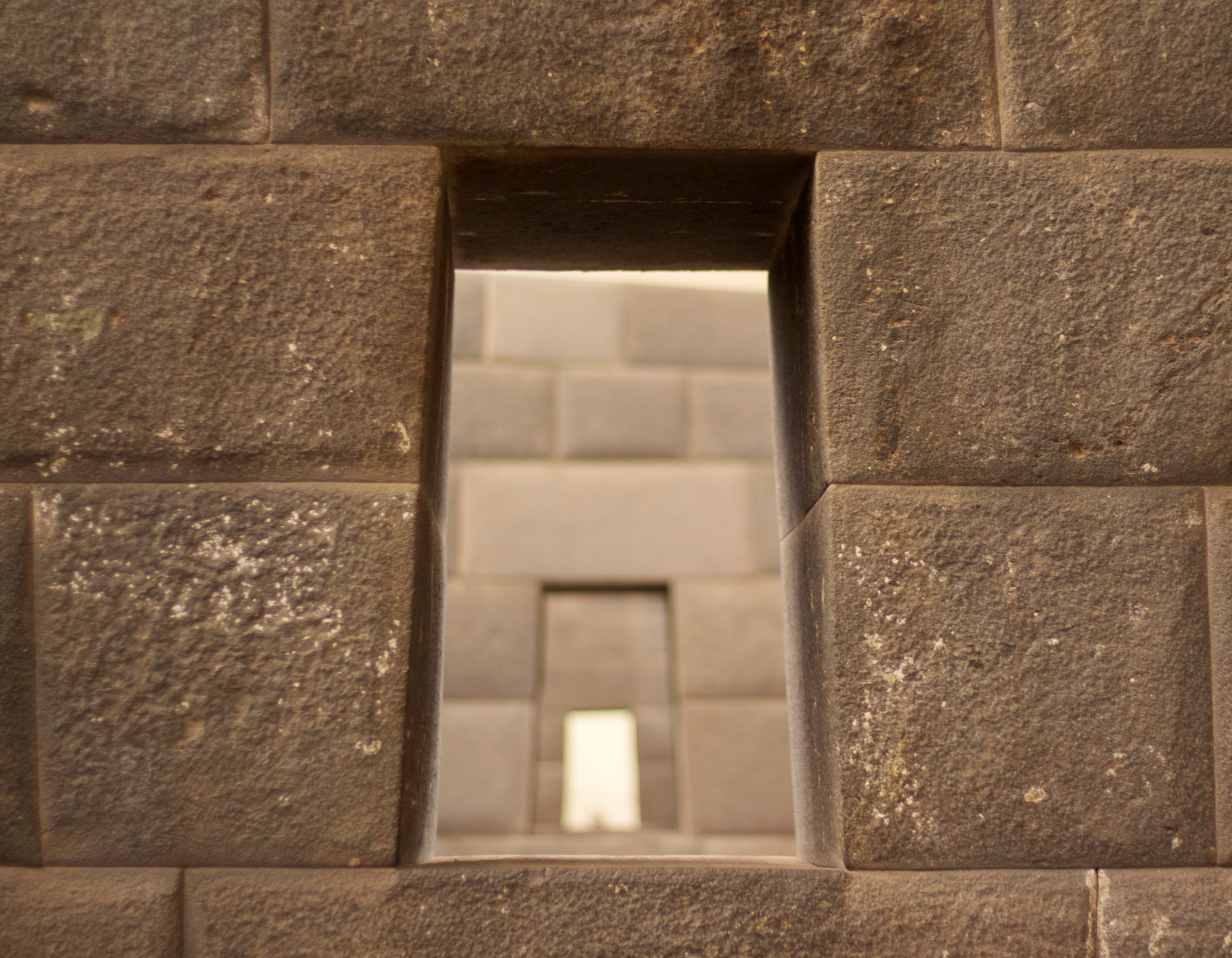
Ventanas trapezoidales de las habitaciones del Coricancha, que destacan por su arquitectura imperial inca.

Los aparejos y mampostería incaica son reconocidos por la fineza en el labrado que le daban a las piedras, aunque existieron otros tipos que también estaban presentes a lo largo y ancho del territorio imperial.

### En piedra

#### Inca poligonal
Frecuentemente comparadas con rompecabezas, se trata de un conjunto de piedras de formas irregulares pulidas y tallas de tal forma que encajan perfectamente unas con otras para formar una pared o revestimiento. Un célebre ejemplo es el muro de Hatun Rumiyoq. 

#### Inca ciclópeo
Similar al poligonal, aunque las siluetas de las piedras suelen ser más simples. Sin embargo, se caracteriza por trabajar con piedras mucho mayores, de varias decenas de toneladas de peso. En esta categoría entran las murallas-terraza de Sacsayhuamán, así como el templo del Sol de Ollantaytambo. 

#### Inca celular
En este estilo, las piedras adquieren formas poligonales que en conjunto se asemejan a un panal de abejas o a células vegetales (de allí su nombre). Entre los ejemplos que podemos encontrar se encuentran algunos muros ubicados en ciertos sectores de los sitios de Tarawasi, Ollantaytambo, Puca Pucara y Chinchero.

#### Inca imperial
Es el estilo emblemático de la arquitectura incaica, restringido exclusivamente a los edificios de élite (religiosos, ceremoniales, palaciegos, etc.). Sigue el clásico patrón de ladrillos pero empleando piedras con un pulido exquisito. Sus mejores exponentes se hallan en el Coricancha, aunque hay muchos otros como Intihuatana de Pomacochas, el sector ceremonial de Písac, el ushnu de Vilcashuamán, los restos incaicos en la Iglesia de San Juan Bautista de Huaytará, los revestimientos de Rumicolca, los cimientos del templo de Viracocha en Raqchi, el torreón de Machu Picchu, etc.

#### Inca imperial imperfecto
Existen variantes "imperfectas" del estilo Inca imperial; aparejos que buscaron asemejársele pero no lograron la perfección alcanzada por este. Un buen ejemplo es el Templo del Sol de Kuélap. 

#### Inca imperial almohadillado
Similar al estilo imperial típico, destaca porque las piedras pulidas poseen la cara expuesta ligeramente abombada. Es igualmente recurrente en la arquitectura inca de élite, teniendo ejemplos en sectores de Los Paredones, el Templo del Sol de Ingapirca, el ushnu de Huánuco Pampa, el palacio de San Agustín de Callo y el Cusikancha. 

#### Inca imperial biselado
Fue el estilo más raro del Imperio incaico, encontrado casi exclusivamente en Cuzco. Sin embargo, es apenas una versión más "rectilínea" del estilo almohadillado. Puede ser encontrado en sitios como Pucamarca o en algunas piezas de la Calle Loreto. 

#### Pirca
En contraste con el estilo anterior, este fue el más usado al ser el más fácil y rápido de construir. Está compuesto de un montón de piedras toscas unidas con argamasa. La mayoría de campamentos militares y tambos serranos estaban construidos con él. También era frecuente en las fortalezas funcionales, como Quitoloma, Rumicucho, Cerro la Muralla, Angastaco, Cuzcotoro, Aconquija y otros. 
Los emplazamientos incaicos mejor conocidos, como los del Valle Sagrado y el propio Machu Picchu, también poseen sectores construidos con este aparejo, especialmente en lo que respecta a andenes y estructuras funcionales como rampas. Incluso sitios incaicos de gran relevancia geopolítica, como Incallajta, Samaipata, La Puerta o Aypate, también estaba edificados en gran parte con pircas.
Que haya sido el aparejo más rústico no quiere decir que las piedras nunca recibían cierto tratamiento. Alguno sitios, como el ushnu de Curamba, Choquequirao,  Maucallacta de Pampacolca o Chachabamba presentan restos de un modesto trabajo en los componentes líticos de sus aparejos, aunque sin comparación con los estilos incas de élite.
Los muros hechos con pircas solían estar enlucidos con un compuesto similar al barro. Por ejemplo, extensas porciones de sitios como Huaycán de Cieneguilla o Inca Huasi. Esto también permitía la decoración con pinturas, relieves y frisos. 

#### Transicional
El estilo transicional (o neoinca) marca una fusión entre la arquitectura inca de élite y la española. Es común encontrarlas en la ciudad del Cuzco, mayoritariamente como fachadas de casonas. Los dinteles tallados por artesanos nativos pero bajo las directrices artísticas españolas también fueron comunes. Casos conocidos son la Casa de las Sierpes, la Casa de Garcilaso de la Vega y la Catedral del Cuzco.

### En adobe

#### Estilo ladrillo

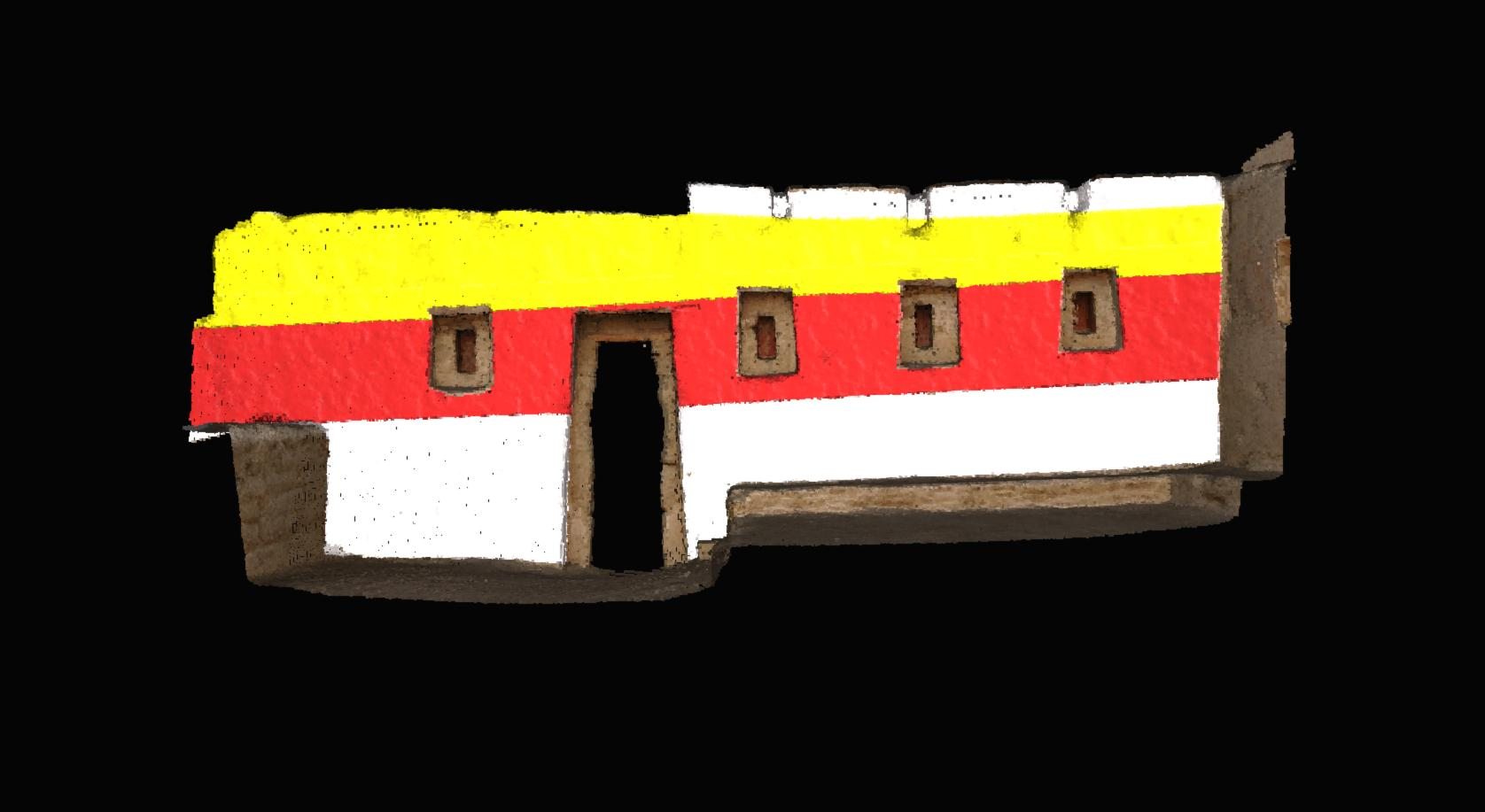
Reconstrucción de pintura en las paredes de la Sala 42, Tambo Colorado.

El uso de ladrillos de adobe data desde tiempos muy anteriores al Imperio incaico, especialmente en la Costa. Sin embargo, se mantuvo su vigencia y se llegaron a edificar sitios como Uquira y El Salitre de Mala, un palacio y templo incas respectivamente. Otros emplazamientos no estaban construidos íntegra o mayoritariamente en este estilo, aunque complementaba las partes superiores de ciertas estructuras con bases de piedra. Esto le otorgaba ligereza y estabilidad. Como ejemplos existen Huch'uy Qusqu, Raqchi, Písaq y Pachacámac. Este estilo solía ostentar sus muros pintados con diversos colores, principalmente el rojo y el amarillo. El mayor exponente de esto último es Tambo Colorado, el sitio incaico mejor conservado de la costa. 

#### Estilo tapial
El estilo tapial era el equivalente costeño del estilo ciclópeo; llegando a crearse enormes bloques de adobe producidos en armazones de madera. El aparejo resultante es fácilmente distinguible, siendo un patrón irregular. Aunque también data de tiempos preincaicos, los incas conservaron este estilo con el cual delimitaron muchos de los caminos imperiales costeros más importantes, edificaron tambos (como Tambo Inga o el tambo de Pósope) e incluso sitios de élite como Palacio Oquendo, Huaycán de Pariachi o Puruchuco. Considerables sectores de asentamientos administrativos, como Mateo Salado o Farfán, también fueron levantados con este estilo. Sin embargo, en las regiones montañosas los incas también hicieron uso del tapial, como lo demuestra el sitio de Batungasta.

#### Estilo poligonal
Rogger Ravines reporta la existencia de unos paredones con aparejos similares al ciclópeo de Sacsayhuamán en el sitio arqueológico Aznapuquio, aunque de menores dimensiones. Este extraordinario caso sería el único registro de semejante estilo en todo el territorio incaico. Su destino es desconocido; probablemente fueron destruidos durante las expansiones urbanas peruanas del siglo XX, que arrasaron 3 de los 4 montículos que se encontraban en el sitio.

## Construcciones arquitectónicas

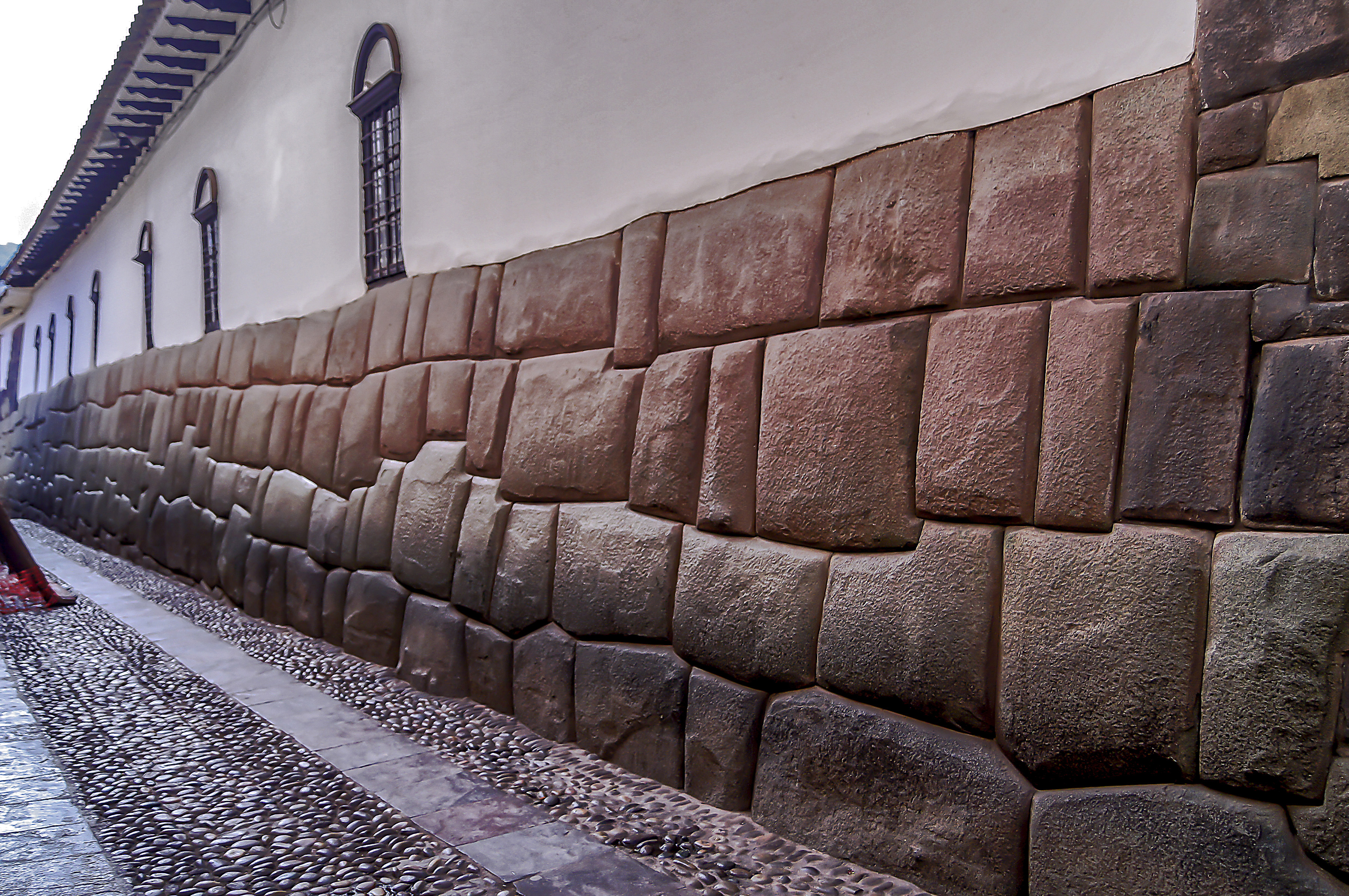
Muro inca en la ciudad del Cuzco.

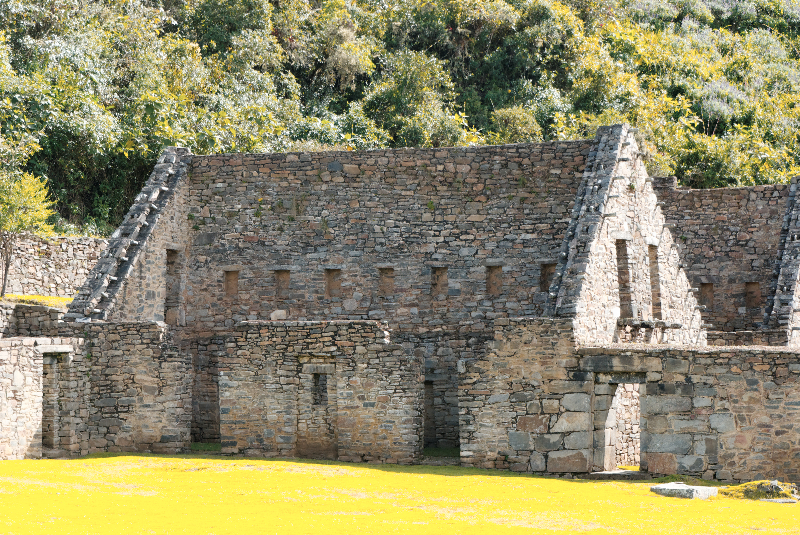
Edificación inca en Choquequirao. Cuzco, Perú.

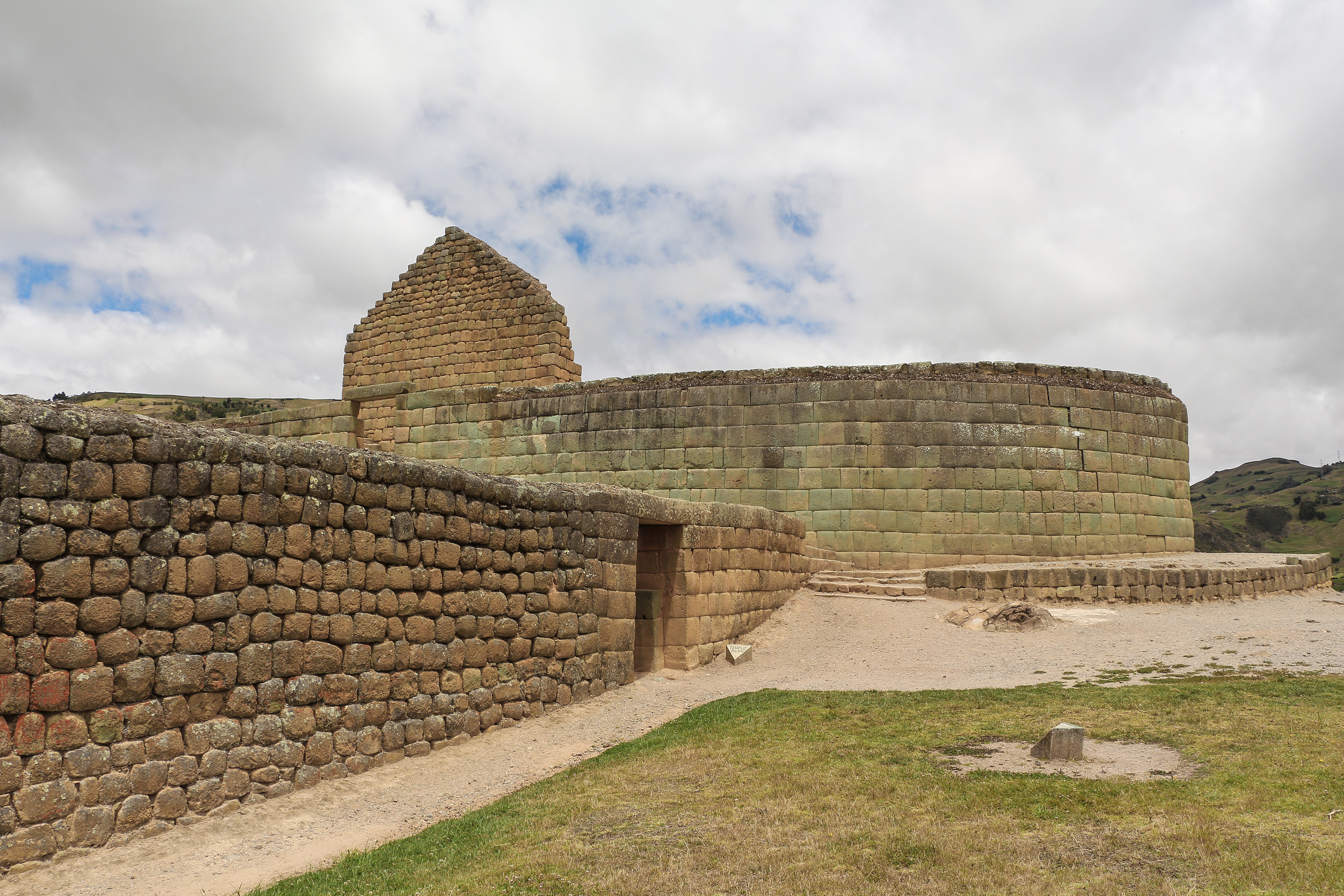
Construcción inca de Ingapirca. Provincia de Cañar, Ecuador.

### Ciudad del Cuzco
Antes de la fundación del Cuzco se ubicaba en el lugar una pequeña aldea llamada Acamama, Estaba formada por humildes construcciones de piedra y paja, y en ella se cobijaban varios ayllus. Se dividía en cuatro secciones, que tenían que ver con los criterios de arriba y abajo, izquierda y derecha.
Cuando Manco Cápac funda la ciudad, ésta se ubica entre los cauces de los ríos Tullumayo y Saphy, desde una colina hasta la confluencia de ambos ríos. Dicha ciudad se convirtió en la capital política y religiosa del Estado y con el tiempo fue necesario introducir nuevas formas de subdividir el espacio.

### Cuzco monumental
Durante mucho tiempo la ciudad fue bastante simple, pero luego de la guerra con los chancas quedó muy destruida. Entonces Pachacútec decidió construir la majestuosa capital que conocieron con asombro los españoles.
Cuzco era una ciudad llena de palacios y grandes canchas cercadas por un muro con una sola entrada, donde tenían su residencia los señores de mayor importancia. Lucía muy ordenada. Sus calles eran empedradas y contaban con sistemas de drenaje. Destacaban dos plazas principales separadas tan solo por el riachuelo Saphy: Huacaypata y Cusipata. En la primera se realizaban los más importantes rituales y fiestas.
Los más grandiosos edificios dentro del Cuzco y en sus alrededores son: el Coricancha, la fortaleza de Sacsayhuamán, Ollantaytambo, Písac, Kenko y Machu Picchu, los que pertenecieron a la época imperial.
La ciudad alcanzó gran prestigio como centro religioso, además de constituir el centro político del imperio. Cada uno de los incas que moría tenía allí una casa que se conservaba para él, con todas sus pertenencias dentro incluyendo la servidumbre y sus mujeres.
Se dice que el plano de Cuzco tenía la forma de un puma y que su cabeza estaba representada por Sacsayhuamán, fortaleza planificada por Pachacútec. Entre las piernas del animal se encontraría la plaza Haucaypata.

#### Cuzco: Símbolo del Tahuantinsuyo
El historiador Franklin Pease decía que los cronistas destacaron el sentido simbólico del Cuzco como centro y origen del mundo de los incas. La ciudad misma era reverenciada y se indica que era un símbolo de todo el Tahuantinsuyo. Esto explicaría la repetición simbólica de la estructura de la ciudad en los centros administrativos incaicos. Algún cronista llegó a decir que quien venía del Cuzco debía ser reverenciado por quien iba a él, ya que había estado en contacto con la ciudad sagrada.

### Edificios Administrativos
Conforme se iba expandiendo el Tahuantinsuyo se fueron construyendo lo que ahora se le conoce como edificios o centros provinciales administrativos desde los cuales se administraban las diferentes regiones conquistadas. La planificación estatal implicaba el uso de maquetas de barro en las que se representaba desde valles enteros hasta un edificio, antes de empezar a construirlo. En la costa, la piedra usualmente era sustituida por el tapial o el adobe.

#### Tambo Colorado
Fue uno de los centros más importantes establecidos por los incas en la costa. Es un conjunto de construcciones hechas con tapiales y adobes. Aunque en algunas zonas presenta una decoración aparentemente anterior, las puertas y hornacinas tienen la forma trapezoidal típica de los incas. Se le conoce como Tambo Colorado por la pintura roja, que todavía se puede ver en sus paredes, a pesar de que también se conservan algunos muros con pintura amarilla y blanca. En torno a una plaza de planta trapezoidal se distribuyen varias estructuras entre las que se cuentan depósitos, viviendas y un edificio principal conocido como la Fortaleza.

#### Huánuco Pampa

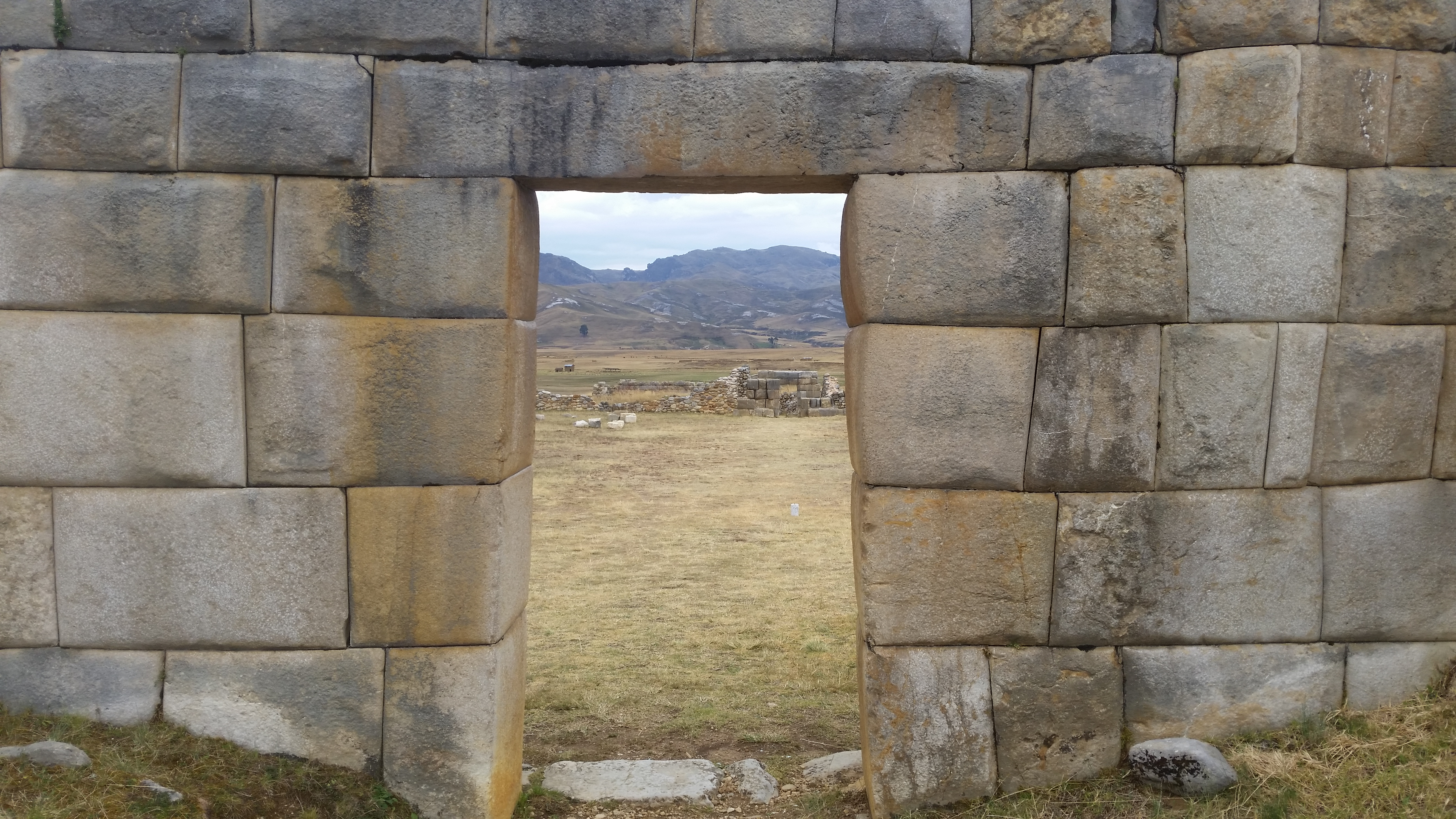
Puerta inca de Huánuco Pampa. Huánuco-Perú.

Conocido también como Huánuco Viejo. Es un importantísimo centro de más de 2 km² (kilómetros cuadrados) ubicado sobre una explanada a 4000 m (metros) de altura. Fue establecido allí porque marcaba el punto medio del camino entre el Cuzco y Tomebamba. Alrededor de una gran plaza que contiene un ushnu o estructura sobre la cual se ubica una especie de asiento, se distinguen cuatro diferentes sectores: uno de depósitos al sur, uno de confección de tejidos al norte, uno de viviendas comunes al oeste, y otro de residencia del inca durante sus visitas al sitio. En total habría unas cuatro mil construcciones dedicadas a funciones militares, religiosas y administrativas.

#### Tomebamba
Túpac Yupanqui inició la construcción de este centro administrativo, desde el cual se afirmó la conquista de los cañaris y se controló el límite norte del Tahuantinsuyo. Su importancia fue aumentando rápidamente tanto que se convirtió en la segunda ciudad más importante del imperio. Esta ciudad fue una consentida de Huayna Cápac, quien la embellecería constantemente e incluso la prefería sobre el mismísimo Cusco como residencia.

#### Pumpu
También mandado a construir por Túpac Yupanqui, se trató del mayor centro ganadero del Chinchaysuyo y el principal centro administrativo incaico en la meseta de Bombón. Mide poco más de 130 hectáreas, siendo uno de lo sitios más grandes de la sierra central andina. 

#### Cajamarca
Lugar de especial importancia, pues allí fue capturado el inca Atahualpa marcando el inicio del ocaso del imperio. Por aquellos momentos era un pueblo muy grande, con una plaza amurallada al centro. El Templo del Sol, el Palacio del Inca y el Acllawasi, reproducían el más puro estilo arquitectónico cuzqueño. Se dice que el fundador de la ciudad fue Túpac Yupanqui.

#### Hatun Xauxa
Supuestamente la capital del Chinchaysuyo al ser residencia de un suyuyoc apu. Se emplaza en el valle del Mantaro, siendo una de las urbes más grandes e importantes de los Andes, cuya plaza principal era una de las más grandes de todo el Imperio incaico. Fue edificada durante el gobierno de Pachacútec.
Otros centros administrativos y religiosos incas fuera del Cusco fueron: Samaipata, Incallajta, Tilcara entre otros.

### Construcciones de carácter religioso

#### Vilcashuamán
Fue un centro administrativo y religioso establecido luego de que los Incas conquistaran a los Chancas y a los Pocras. Se ubica en la provincia de Vilcashuamán, en el departamento de Ayacucho, a 3490 m s. n. m. (metros sobre el nivel del mar). Según los cronistas, Vilcashuamán debió albergar a unas 40 000 personas. La ciudad estaba conformada por una gran plaza en la que se realizaban ceremonias con sacrificios, alrededor de esta se encuentran los dos edificios más importantes: el Templo del Sol y la Luna y el Ushnu. El Ushnu es una pirámide trunca aterrazada de cuatro niveles a la que se ingresa por una puerta de doble jamba, característica de los recintos más importantes. En su plataforma superior hay una piedra grande tallada de manera singular conocida como el Asiento del Inca y se dice que antiguamente estuvo recubierta con láminas de oro.

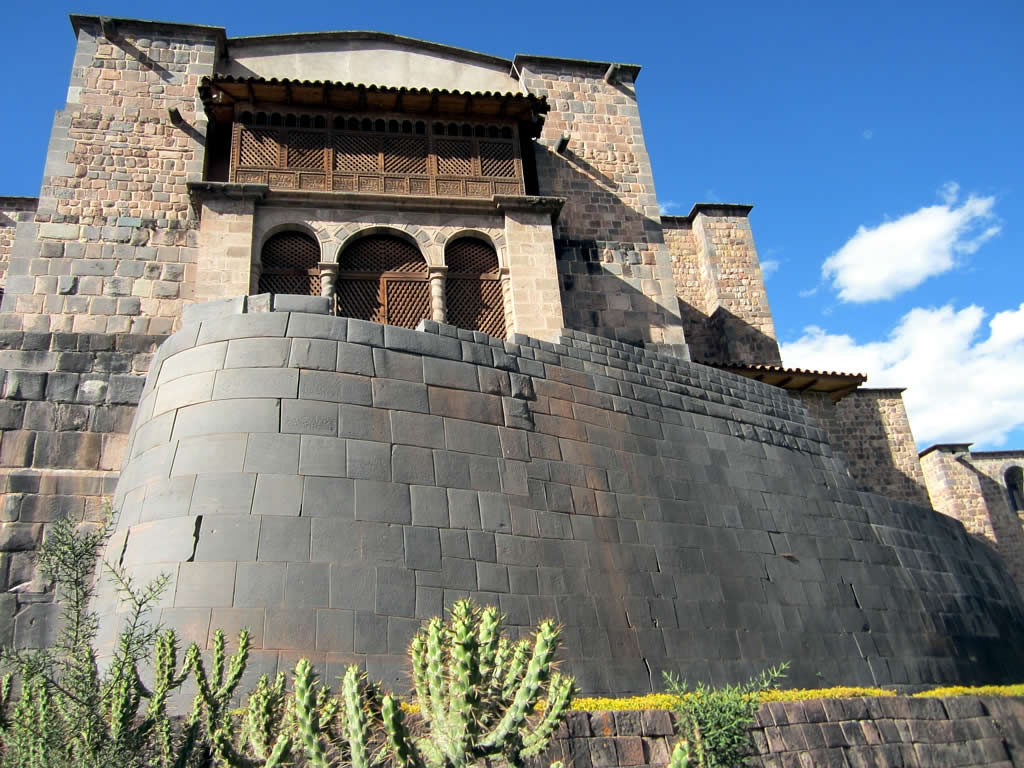
Vista del Coricancha (construcción inferior) y Convento de Santo Domingo (edificado encima del anterior) en la ciudad del Cuzco. El Coricancha fue considerado la principal construcción de todo el Imperio incaico, condición que perdió al ser destruido en la conquista española.

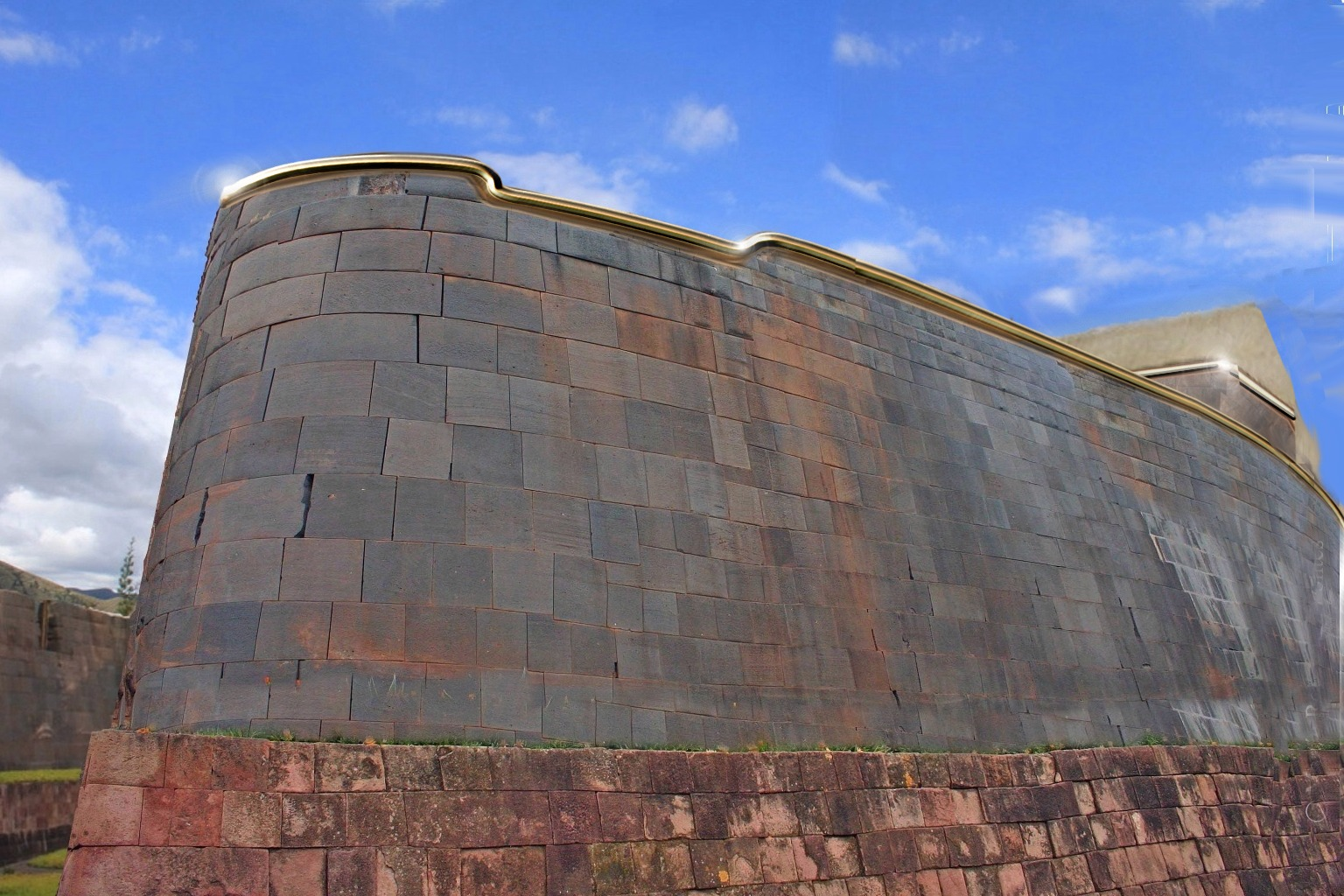
Coricancha: restauración digital de su posible aspecto original.

#### Coricancha
Fue el templo principal del Cuzco. Después de la guerra con los Chancas, Pachacútec se encargó de reconstruirlo, colocando en su interior grandes cantidades de oro y plata, tanto así, que de Inti cancha (recinto del sol) pasó a ser conocido como Coricancha (recinto de oro). Pachacútec colocó al sol (Inti), divinidad de los incas cuzqueños, en el lugar principal. Este templo es una de las mejores muestras de la fina arquitectura inca. Destaca su muro curvo hecho con una perfección admirable. Sobre los restos de los muros incas se levanta hoy el Convento de Santo Domingo.

### Construcciones militares y conmemorativas

#### Inca Huasi
Está en el valle de Lunahuaná, cerca a San Vicente de Cañete. En aquella zona existía un curacazgo conocido como Huarco, que fue conquistado por los incas luego de cuatro años de tenaz resistencia. Según la tradición, Túpac Yupanqui decidió llamar a este extenso centro administrativo Cuzco, igual que la capital del imperio, y quiso que sus calles y plazas llevaran los mismos nombres que las que había en él. En Incahuasi se reproducía la distribución cuatripartita del espacio. El Complejo Arqueológico Incahuasi, cuya traducción al castellano es ‘Casa del Inca’, se encuentra en el kilómetro 29.5 de la carretera Cañete-Lunahuaná.
Corredores y pabellones al interior del Templo del Sol. Fue también un centro de adoración, sacrificio y observación climatológica.
En la parte de este complejo dedicado al Templo del Sol, se puede apreciar que las habitaciones tienen columnas de forma cilíndrica, incluso hay un recinto en el cual una de estas columnas forma parte de la pared. Aparentemente estas columnas formaban parte de un Intihuatana (Reloj solar inca).

#### Sacsayhuamán

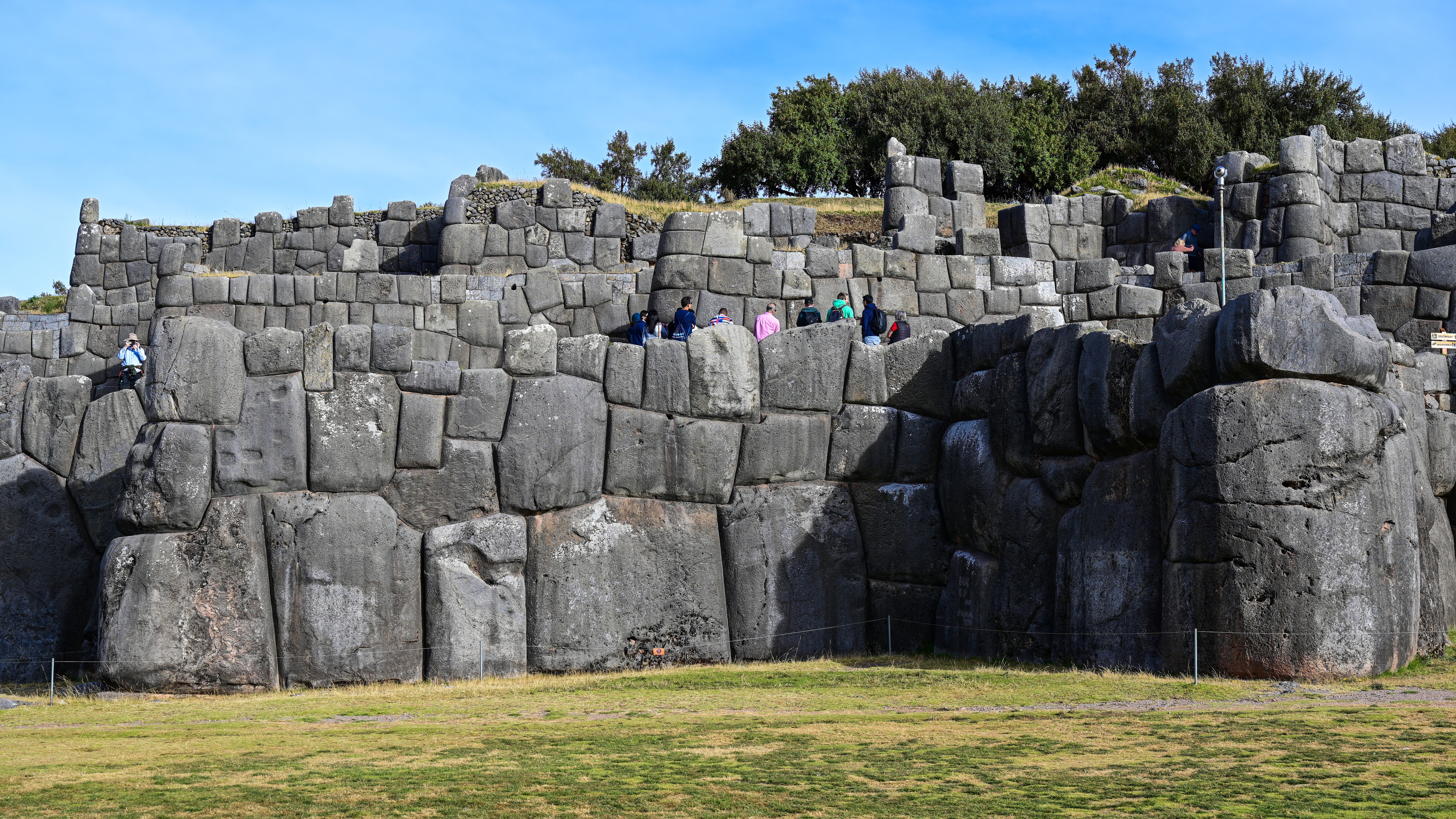
El santuario de Saqsaywaman, también llamado fortaleza ubicada en las afueras del Cuzco y edificada por motivos religiosos, fue usada como centro de adoración al sol, y como resistencia militar durante la conquista de los españoles.

Sobre una colina que domina el Cuzco desde el lado norte se ubica el recinto religioso de Saqsaywaman. Se compone de tres plataformas hechas con enormes muros de contención en forma de zigzag, sobre las que se ubicaron tres torreones. Los muros se hicieron uniendo bloques de piedra de dimensiones sorprendentes, algunos llegan a medir 9 m × 5 m × 4 m.
La historiadora María Rostworowski especula respecto de si Saqsaywaman fue una fortaleza militar usada para la defensa del Cuzco, pues los relatos de invasión chanca dicen que éstos entraron fácilmente a la ciudad sin enfrentar una resistencia militar importante. Además, mientras el imperio del Tahuantinsuyo se expandía, no existía el peligro de ataque al Cuzco. Rostworowski cree que fue un monumento a la victoria sobre los chancas, y que en las festividades se representaba allí batallas rituales. Esto además sirvió como gran ayuda a los incas a poder defenderse contra las tropas militares extranjeras.

### Arquitectura de élite

#### Incallajta
Incallajta (del quechua Inka Llaqta, ciudad del Inca), también registrado como Inkallajta, es uno de los centros arqueológicos más importantes de Bolivia.
Fue la «llajta» inca más importante del Collasuyo, uno de los cuatro suyos del Tahuantinsuyo. Su construcción data de finales del siglo XV. Actualmente es el legado inca más importante del territorio boliviano y se encuentra a una altitud de 2950 m s. n. m. (metros sobre el nivel del mar).
La ciudad fue construida por el Túpac Yupanqui y reconstruida por Huayna Cápac, durante las visitas que hacia a Cochabamba, Pocona y el centro de Bolivia. Fue una fortaleza militar, centro político, administrativo y ceremonial del Imperio incaico o Tahuantinsuyo y frontera geográfica del imperio inca frente a las invasiones de los chiriguanos.
El complejo arqueológico tiene una superficie de unas 80 ha. Está construido por grandes plazas y patios circundados por una murallas y construcciones con puertas que dan hacia los espacios abiertos. El templo principal o laKallanka, de 78 × 25 m (metros) y 12 m de alto; el muro de éste es el más prominente y característico de esta estructura, cuenta con un muro hastial con 10 hornacinas, 4 ventanas y remate de barro, domina el área central del sitio.
Se ubica sobre un cono de eyección, en el fuerte Huayko, una quebrada casi inaccesible. Utiliza espacios uniespaciales, las unidades arquitectónicas no se comunican unas con otras. Se observan formas trapezoidales; ya que la figura geométrica característica de estas ruinas es el trapecio. «La Cancha» o patio, es un espacio mítico polifuncional. El uso del material básico de construcción: la piedra, recubrimiento de barro.
Los techos son «exentos», no hay encuentro de techos, por esto se denominan a sus techumbres el uso de la cubierta exenta, la estructura de soporte es de madera.

#### Ollantaytambo
Ollantaytambo o Ullantaytampu es otra obra monumental de la arquitectura inca. Es la única ciudad del incanato en el Perú aún habitada. En sus palacios viven los descendientes de las casas nobles cusqueñas. Los patios mantienen su arquitectura original. Esta ciudad constituyó un complejo militar, religioso, administrativo y agrícola. El ingreso se hace por la puerta llamada Punku-punku. Ollantaytambo está ubicado en el distrito del mismo nombre, provincia de Urubamba, aproximadamente a 60 km (kilómetros) al noroeste de la ciudad del Cuzco y tiene una altura de 2792 m s. n. m. Situado 600 m más abajo de Cuzco, disfruta de un clima más cálido y de una tierra más fértil, que los incas aprovecharon al máximo para levantar poblaciones e importantes centros agrícolas.
El valle está rodeado de escarpadas montañas que hacen que adquiera una sensación de estar en un sitio especial, pero bueno, eso no es novedad, se respira nada más entrar aquí.

#### Písac

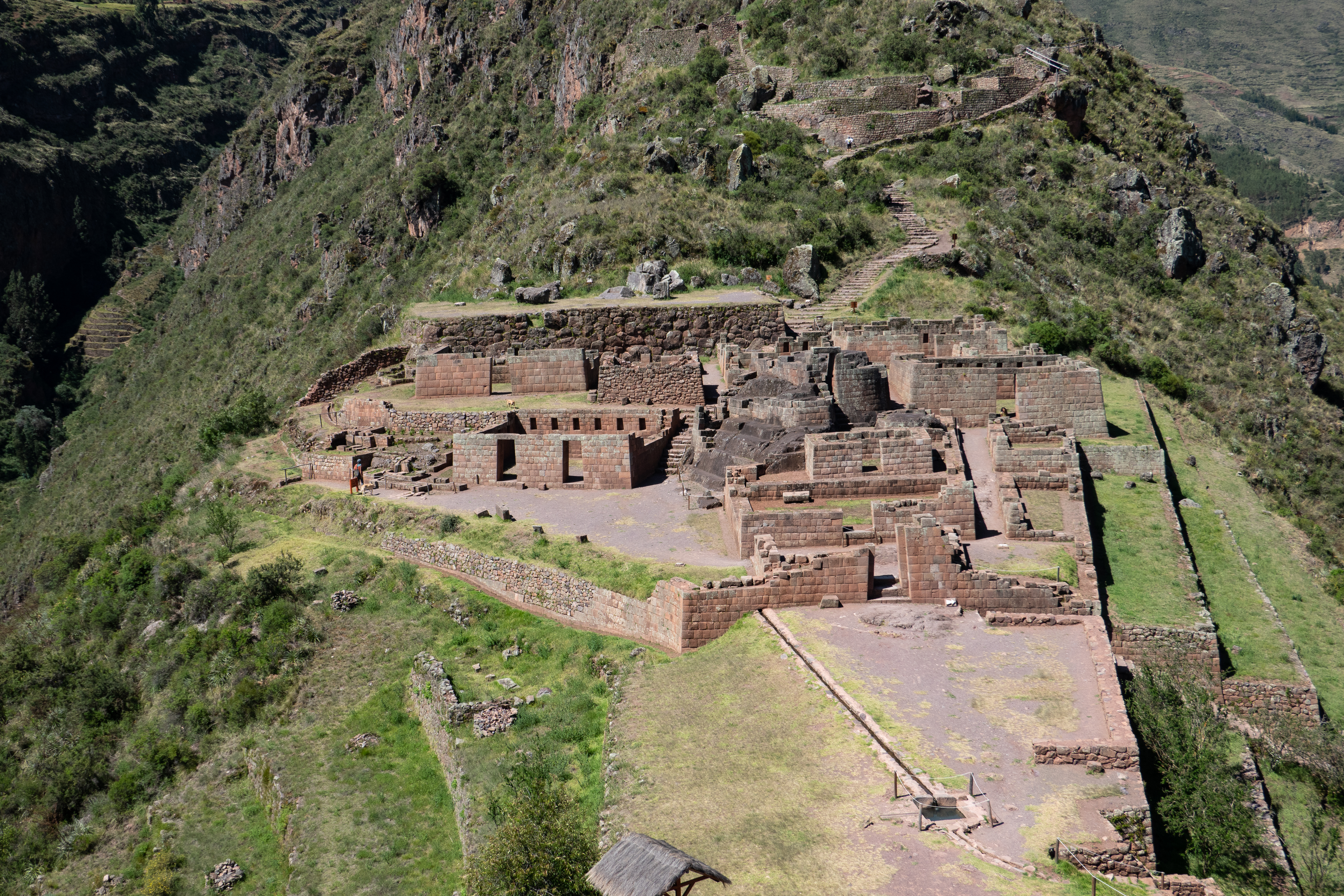
Vista de Písac.

Písac (también Pisaq) está ubicado a 33 km de la ciudad del Cuzco. Su sitio arqueológico es uno de los más importantes del Valle Sagrado de los Incas. La arquitectura de Písac es mestiza, construida sobre restos indígenas por el virrey Francisco de Toledo.
La belleza de sus muros, construidos con grandes bloques pétreos pulidos con extraordinaria simetría e inigualable manejo de la piedra dejan al visitante perplejo. «A orillas de Willkamayu, el sagrado río dios que corre por cauces de piedra labrada dominando su furia, comienzan las franjas de luz y sombra de los famosos andenes de Pisaq, la gran ciudad de las perdices. Una urbe de leyenda que fue construida en una cresta de roca azul, casi sobre el aire para avizorar el más hermoso de los valles cusqueños».

#### Machu Picchu

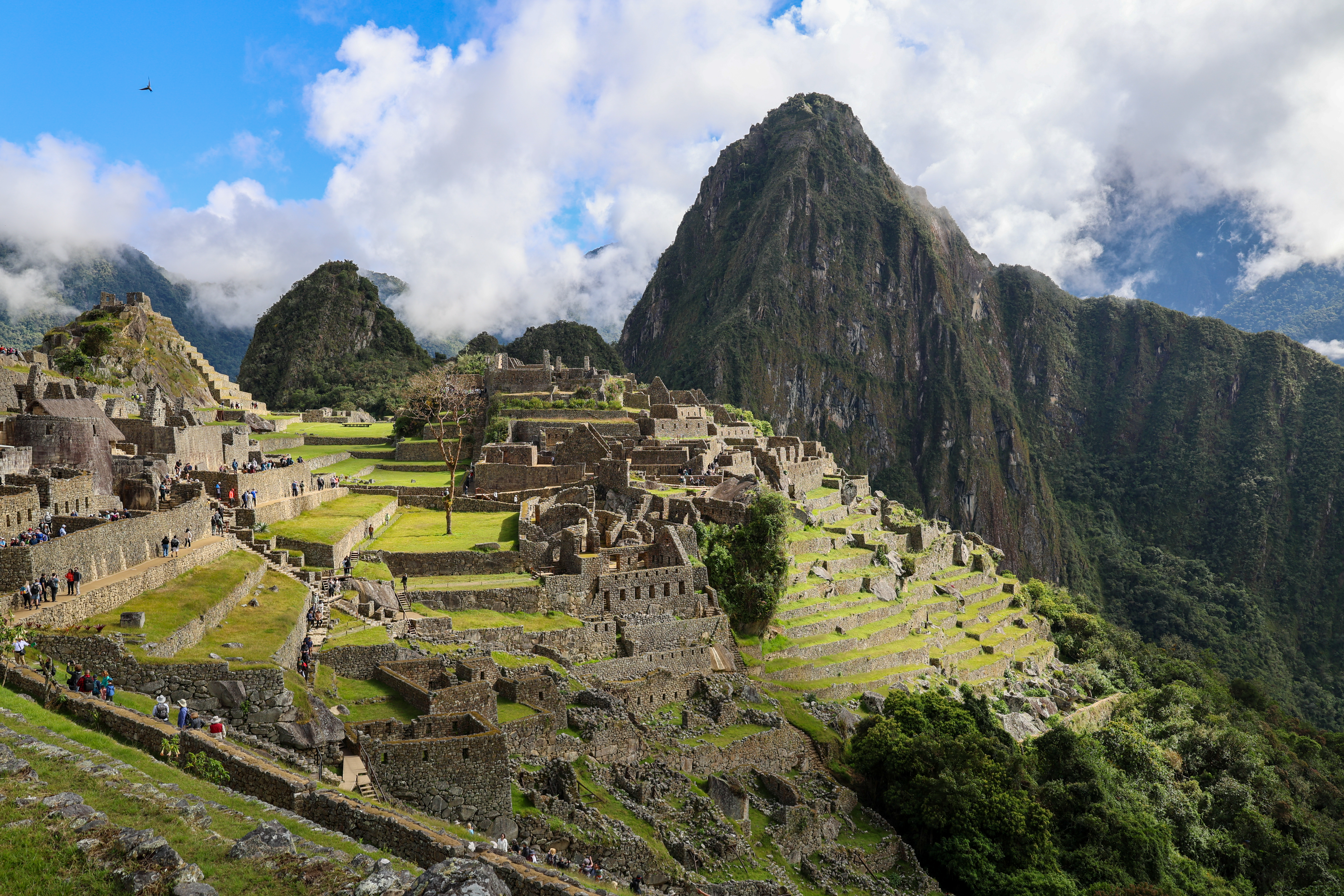
Machu Picchu, considerada actualmente la construcción más representativa del Tahuantinsuyo, está enclavada en las faldas de dos montañas: el Machu Picchu y el Huayna Picchu. Es una de las pocas construcciones que resistieron intactas el paso de la conquista española por la región.

Machu Picchu ha sido por mucho tiempo uno de los más inquietantes enigmas del pasado incaico. Se ubica a algunos cientos de metros sobre la margen izquierda del río Vilcanota o Urubamba, a 2490 m s. n. m. (metros sobre el nivel del mar).
El primer aspecto que llama la atención es su ubicación, en la cima de un cerro cubierto de vegetación y de difícil acceso. Este aislamiento hizo posible que el sitio se mantuviera intacto por cientos de años. Al principio se pensó que podría tratarse de Paccaritambo, el lugar de origen de los incas. Luego creyó que era Vilcabamba, refugio de los descendientes de los gobernantes incas. El hecho es que, hasta entonces, no se tenía noticia de la existencia de este sitio ni siquiera a través de las crónicas.
Para su estudio fue dividido en diferentes sectores, dependiendo de las características, poco o muy elaboradas, de la arquitectura. Estos podían ser el sector urbano, el agrícola, el religioso, etc. El sector agrícola corresponde a un conjunto de terrazas o andenes perfectamente adaptados a las abruptas laderas del cerro, y que se complementaban con canales. Existe un ingreso principal resguardado por puestos de vigilancia, así como una muralla que separa el sector agrícola del urbano. Al centro del sitio se ubica una plaza principal con una roca alargada parada al medio.
En el sector religioso destacan el Templo de las Tres Ventanas y el Intihuatana, o reloj solar, bloque de piedra con funciones astronómicas ubicado sobre una pirámide trunca. Hacia el lado este, en la parte inferior de las terrazas, hay un cementerio. Las excavaciones realizadas han sacado a la luz una serie de entierros, de los cuales la gran mayoría eran de mujeres. Tal vez vivió allí una reducida élite de sacerdotes rodeados por un grupo de mujeres dedicadas al culto, las llamadas Vírgenes del Sol.